# Ocyceros gingalensis

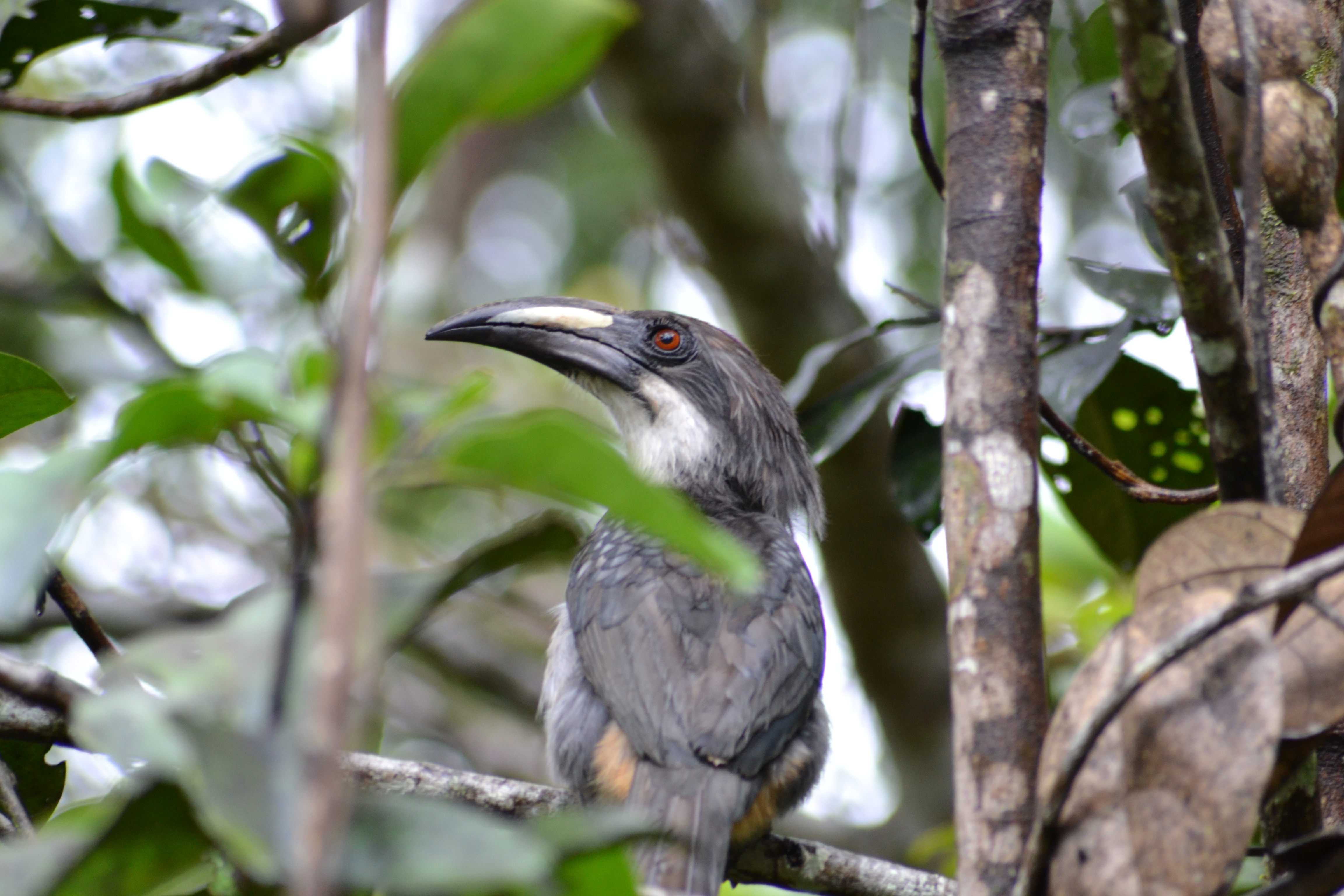
Bucero grigio di Sri Lanka.

Il bucero grigio di Sri Lanka (Ocyceros gingalensis (Shaw, 1812)) è una specie monotipica della famiglia dei Bucerotidi originaria dell'Asia meridionale. È uno dei buceri più piccoli, presenta un piumaggio color grigio ardesia ed è privo di casco sul becco.
Come tutti i buceri, il bucero grigio di Sri Lanka nidifica nelle cavità degli alberi: la femmina trascorre la stagione riproduttiva all'interno del nido, il cui ingresso è chiuso quasi interamente da una parete; attraverso una piccola fessura il maschio nutre la femmina e, successivamente, i nidiacei. Appartiene al gruppo dei lofoceri asiatici, un genere gemello dei veri lofoceri diffusi in Africa e Medio Oriente. Tutte le specie appartenenti al genere Ocyceros sono caratterizzate dalla mancanza di un comportamento di difesa territoriale e dal fatto che i maschi portano il cibo al nido nel gozzo invece che nel becco.
Il bucero grigio di Sri Lanka viene considerato «specie a rischio minimo» (Least Concern).

## Descrizione
I buceri grigi di Sri Lanka raggiungono una lunghezza del corpo di 45 centimetri e sono quindi una delle specie di bucero più piccole. La coda misura tra 20 e 22 centimetri. Nel maschio il becco misura 9,2-11 centimetri. Nella femmina questo è un po' più piccolo e raggiunge una lunghezza compresa tra 7,9 e 9,0 centimetri. Entrambi i sessi presentano una sorta di cresta lungo il becco, notevolmente più piccola nella femmina.
Il peso di questa specie si aggira intorno ai 240 grammi. Il dimorfismo sessuale è poco marcato. Una delle caratteristiche distintive principali consiste nella differenza di dimensioni del corpo e della cresta del becco.

### Maschio
La testa, il collo e la parte superiore del corpo sono di colore grigio scuro. Le rachidi delle piume che ricoprono la testa e il collo sono bianche. La parte inferiore del corpo è bianca. Le remiganti primarie e secondarie sono di colore grigio-nerastro; le remiganti secondarie hanno anche l'estremità e la base bianche. La coda è grigio-nerastra. Ad eccezione della coppia centrale, tutte le penne della coda hanno la punta bianca. Negli esemplari più anziani il bianco delle tre coppie esterne di timoniere è così pronunciato che appaiono quasi completamente bianche. Il becco e il casco sono color crema con macchie nere in prossimità della base sia della mascella superiore che di quella inferiore. La pelle priva di piume intorno all'occhio e quella glabra della gola sono viola scuro. Gli occhi sono rossi, le zampe e i piedi sono di colore grigio-verdastro.

### Femmina e giovane
La femmina assomiglia al maschio per quanto riguarda il piumaggio, ma è complessivamente più piccola e, soprattutto, ha un casco più piccolo. Il becco è nero con una striscia color crema sulla mascella superiore. Gli occhi sono marroni.
Nei giovani il becco è inizialmente di colore verdastro pallido con la punta biancastra. Gli occhi sono inizialmente blu-grigiastri.

## Biologia

### Comportamento
Il bucero grigio di Sri Lanka vive in coppia o in piccoli gruppi familiari. Assembramenti più numerosi si possono radunare nei pressi degli alberi da frutto. In linea di massima, però, è un uccello timido che spesso rimane immobile e silenzioso tra il fogliame delle cime degli alberi. Risiede prevalentemente nelle zone di foresta dove sono più numerose le piante rampicanti.
Come tutti i buceri, il bucero grigio di Sri Lanka è onnivoro, ma la maggior parte della sua dieta è costituita da frutti, in particolare da fichi selvatici. Mangia anche piccole lucertole, raganelle, scorpioni e insetti come le mantidi religiose.

### Riproduzione
La biologia riproduttiva del bucero grigio di Sri Lanka non è stata ancora sufficientemente studiata. Tuttavia, la stagione riproduttiva cade nel periodo che va da metà marzo a inizio luglio. La covata comprende da una a tre uova.
Come tutti i buceri, anche il bucero grigio di Sri Lanka nidifica all'interno delle cavità naturali degli alberi. Utilizza principalmente cavità naturali nel tronco degli alberi, situate tra i due e i 21 metri dal suolo. Di tanto in tanto, tuttavia, utilizza anche i vecchi nidi abbandonati del picchio di Sri Lanka. L'ingresso del nido è spesso grande appena per consentire alla femmina di entrarvi dentro.
Il maschio rifornisce di cibo la femmina e successivamente i nidiacei durante il periodo in cui si trovano nel nido. Nel caso di una coppia studiata, la femmina uscì dal nido un mese dopo che i piccoli erano usciti dall'uovo ma non avevano ancora lasciato la cavità. Tuttavia, essa non aiutò il maschio a prendersi cura dei giovani per un periodo di quattro settimane.

## Distribuzione e habitat
L'areale del bucero grigio di Sri Lanka si estende unicamente a quest'isola, dove è una delle due specie di bucero presenti. Tuttavia è facile riconoscerlo, dal momento che è di piccole dimensioni e presenta un piumaggio grigio-brunastro. L'altra specie che vive qui, il bucero coronato, è notevolmente più grande, ha un piumaggio bianco e nero e un becco prevalentemente giallo con un casco di notevoli dimensioni.
Il bucero grigio di Sri Lanka vive prevalentemente nelle foreste sempreverdi e decidue di pianura e di collina, fino a 1200 metri di altitudine. Effettua brevi spostamenti stagionali: durante la stagione riproduttiva, ad esempio, preferisce risiedere nelle foreste di pianura. Nel periodo tra settembre e ottobre, invece, si incontra principalmente in collina.